# 먹매김

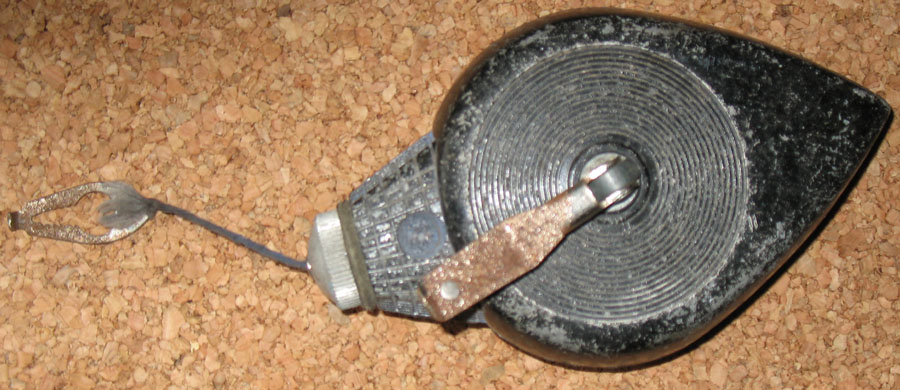
먹통

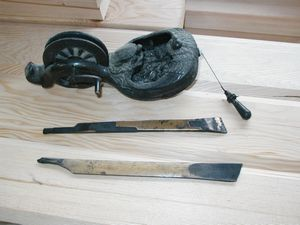
먹통

먹매김은 건축 공사시 먹통, 먹물, 실(먹줄)을 이용하여 기초, 기둥, 옹벽 등이 세워질 곳에 표시해두는 작업을 말한다. 먹매김을 할 때는 도면에 축소되어 표시된 것을 실제 시공위치에 축척 1:1의 비율로 표시하고, 먹매김 작업 후 합판 재질의 거푸집, 유로폼을 이용한 형틀작업과 철근 배근작업이 이루어진다.